# Sistema acuífero de piedra arenisca de Nubia
El Sistema Acuífero de Piedra Arenisca de Nubia, es el mayor acuífero de agua fósil del mundo, esto es, la mayor reserva de agua subterránea no reabastecida por otras fuentes. Cubre unos 2.500.000 de km² en la parte oriental del desierto del Sahara, entre Libia, Egipto, Chad y Sudán y se estima que contiene unos 150.000 km³ de agua.

## Geología
El sistema debe su nombre a que está compuesto básicamente de piedra arenisca ferruginosa dura (Arenisca Nubia) con abundante presencia de pizarra y arcilla con un grosor de entre 140 y 200 metros. Su salinidad oscila entre 240 y 1300 partes por millón lo que la hace adecuada en su mayor parte para su uso humano, con predominio del catión sodio sobre el calcio y magnesio, y el anión cloruro sobre el sulfato y bicarbonato. El agua se cree que es de origen meteórico (filtraciones de agua de lluvia) acumulada durante la última era glacial, cuando la zona era húmeda y fértil.

## Explotación

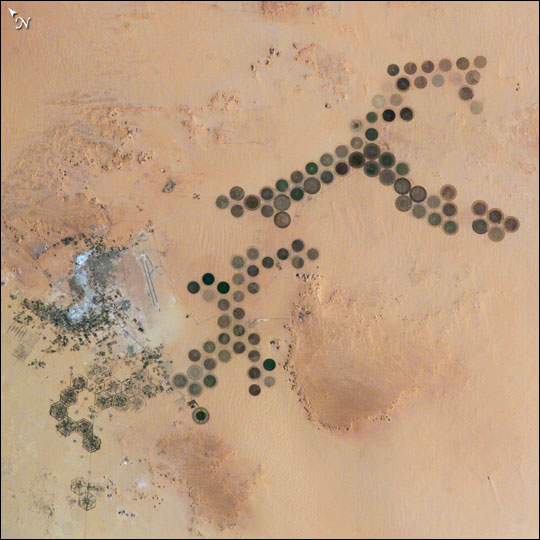
Fotografía por satélite del oasis de Al-Qufra. Los círculos son campos regados por el sistema de pivote central.

Extendiéndose casi totalmente sobre un área desértica o árida, el acuífero tiene una enorme importancia potencial en el desarrollo de los países que abarca. El proyecto más ambicioso acometido hasta la fecha es el llamado Gran Río Artificial, en Libia. Este proyecto consiste en la extracción de agua para irrigar diversas explotaciones agrícolas, principalmente el oasis de Kufra así como en el suministro mediante grandes canalizaciones a las zonas costeras de Libia que tienen un suministro natural de agua muy limitado. El proyecto extrae agua a un ritmo de 2,37 km³ anuales. Asimismo, desde 2001 se está llevando a cabo en el sur de Egipto un proyecto de recuperación de tierras desertificadas en el sur, cerca de la zona de Abu Simbel.
Desde 2006, el Organismo Internacional de Energía Atómica ha trabajado en cooperación con los cuatro países del acuífero en un proyecto para el estudio del mismo con el objetivo de establecer un uso y administración equitativo y racional para el desarrollo socioeconómico de la región (IAEA-UNDP-GEF Nubian Project). En este proyecto colaboran además el Fondo Mundial para el Medio Ambiente, la Unesco y el Programa de las Naciones Unidas para el Desarrollo.